# Œufs à la cardinal
Les œufs à la cardinal, œufs pochés à la cardinal parfois œufs cardinal, sont des œufs pochés ou mollets à la sauce cardinal. La recette est variable et serait tombée dans l'oubli si les œufs à la cardinal n'avaient pas été cités comme une des spécialités transcendantes de la gastronomie française lors de la tentative infructueuse d'inscrire cette dernière au Patrimoine culturel immatériel, en 2007, même si c'est en anglais (Eggs Cardinal ou Cardinal eggs) qu'on rencontre le plus grand nombre de sources.

## Rouge cardinal
Il existe de nombreuses préparations et boissons avec ce titre de dignitaire catholique. La cardinalisation est le fait que les crustacés deviennent rouge cardinal à la cuisson,. La sauce cardinal est une sauce blanche aromatisée aux crustacés, liée et colorée au beurre de homard (contre le beurre d'écrevisses dans la sauce Nantua). 
Philippe Guillaume prétend qu'à l'Exposition universelle de 1958, à Bruxelles, tenue en présence d'un cardinal représentant le pape, la sauce tomate fut nommée sauce cardinale ; les Soviétiques, quant à eux, l'appelaient sauce rouge.
La garniture cardinal est faite de quenelles de homard, de crevettes sautées, de petits oignons blanchis sautés, cuits dans un bouillon de poisson réduit à glace, le tout lié à la sauce cardinal. 

## Les recettes
Ferdinand Grandi, en 1898, donne une recette où rien n'est rouge et faite « de croustades de nouilles, une fois bien vidées remplissez-les avec des œufs brouillés peu cuits où vous aurez mélangé de gros dés de truffes et même quantité de poulet coupé en dés. Servez sur une serviette et couvrez chaque croustade d'un champignon ».
Escoffier, en 1903, les rougit et introduit le homard : « Œufs à la Cardinal Pochés ou Mollets, Garnir des croûtes de tartelettes avec un salpicon de homard lié à la sauce Béchamel ; disposer dessus les œufs nappés de sauce Cardinal, sur laquelle on aura semé, soit du corail haché, soit des œufs de homard égrenés. »
En 1906, A. Bautte, qui est une autorité en matière d'œufs, donne la recette des œufs pochés cardinal, assez proche : « remplir des croutes tartelettes au 3/4 d'un salpicon de homard ou de langouste, de champignons et de truffes en petits dés, lier légèrement de sauce ou de coulis de homard, poser des œufs pochés nappés de coulis de homard, parsemer avec un peu de corail de homard. »
En 1917, J. Willy dans Hotel Monthly (vol. 25) écrit : « Les œufs cardinal sont servis sur des toasts et recouverts d'une sauce au homard saupoudrée de corail de homard haché. »

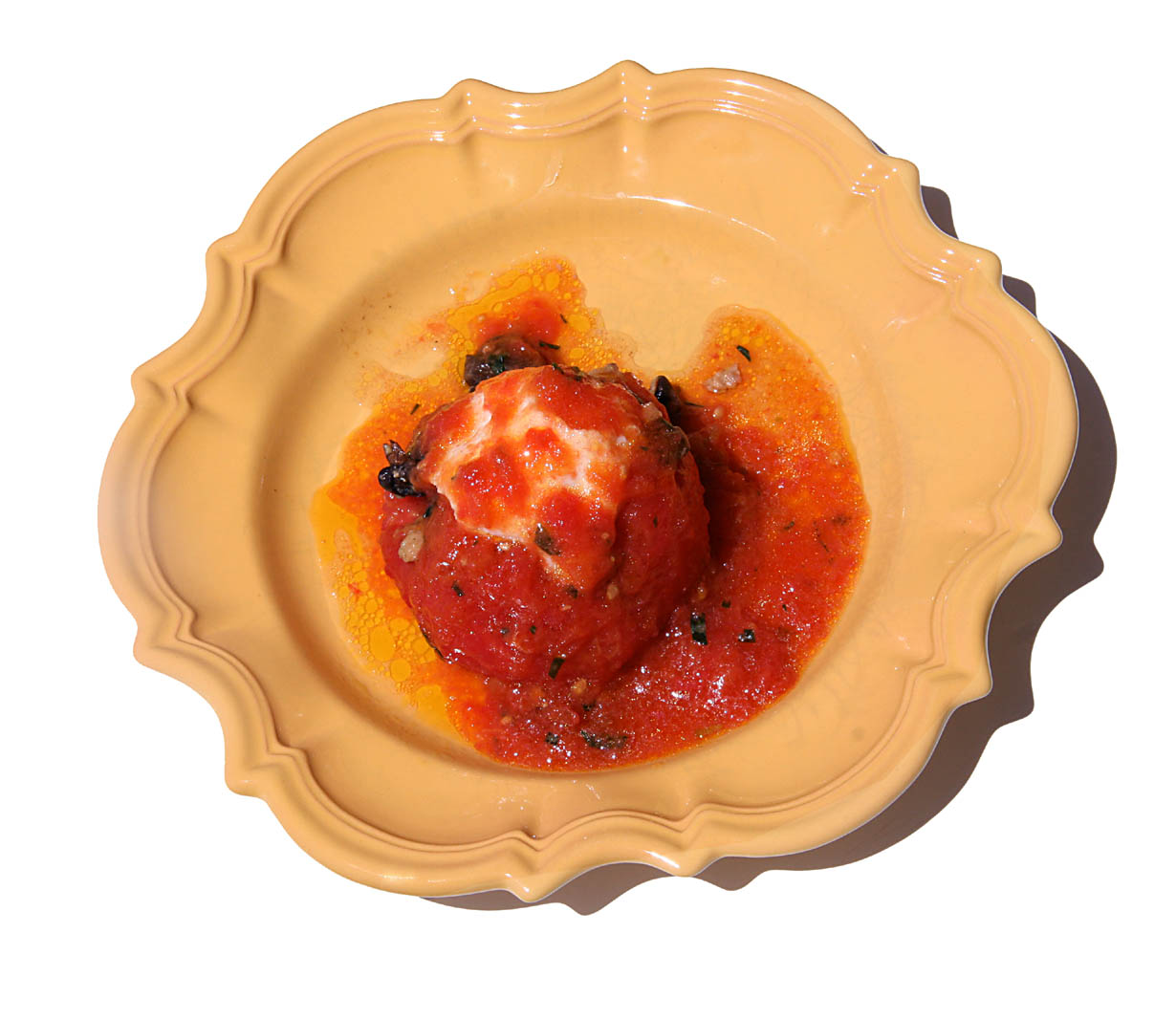
Œuf cardinal dans une tomate, garniture Agnès Sorel, sauce tomate à l'estragon (1927).

Plus rouge encore, La Cuisine et la Pâtisserie expliquées du Cordon-Bleu (1927) farcit des tomates d'une garniture Agnès Sorel puis les couvre d'un œuf : « Prendre de belles tomates, vider l’intérieur […] les farcir avec quelques foies de volaille sautés puis tamisés avec un petit morceau de beurre, sel, poivre et persil haché, puis y incorporer un salpicon de truffes, champignons, langue écarlate et blanc de poulet, le tout coupé en julienne. Cuire au four chaud. Pocher alors autant d’œufs que de tomates, et servir en posant un œuf sur chaque tomate farcie. Napper d'une sauce tomate bien beurrée additionnée d’une pincée d’estragon haché. »
En 1938, le Larousse gastronomique de Prosper Montagné constate l'existence de deux recettes mais ne mentionne pas les tomates comme contenant :
- œufs cardinal I (à la coque ou pochés) Garnir les tartelettes (cuites à blanc) de homard en dès à la béchamel. Déposer les œufs cuits sur le homard et napper de sauce Cardinal. Garnir chaque œuf d'une tranche de truffe ;
- œufs cardinal  II (dans des moules). Beurrez des moules à dariole et parsemez-les de corail de homard. Cassez les œufs dans les moules et faites-les cuire au bain-marie. Videz les moules dans des tartelettes garnies d'un mélange de homard et de sauce béchamel. Masquer à la sauce Cardinal. Faire chauffer les truffes tranchées dans le beurre et en déposer une sur chaque œuf[12].

Par la suite, la majorité des recettes donne des œufs pochés (en timbale, sur toast, sur croutons, etc.) nappés de sauce cardinal avec homard (mais aussi de sauce crème rougie au paprika [1958]), pour le petit déjeuner (1926), en curieux canapé pour l'apéritif (1961). On trouve aussi des huevos cardinal (tomates cuites au four farcies avec un œuf, avec ail, persil, beurre puis passées au four une seconde fois), des huevos escalfados cardinale (sans homard mais aux crevettes).

Rafael (1510), portrait d'un cardinal (musée du Prado).

## La gastronomie française transcendantale, patrimoine immatériel
Faire reconnaître la gastronomie française comme patrimoine culturel immatériel a été l'objectif (2006-2007) d'un groupe de chefs et de l'IEHCA (Institut européen de l’Histoire et des Cultures alimentaires), Université de Tour. Alain Monnier, dans une note en 2007 explique en quoi l'aspect immatériel était contesté par l'UNESCO et cite l'argument en réponse du cardinal Lustiger : « Il prenait appui sur des recettes transcendantes, comme celle de la poularde farcie de langue à l’écarlate, de la crème Bourdaloue (appareil de la tarte aux poires éponyme) et des œufs à la cardinal. »
L'Annuaire de la cuisine transcendante (A. Tavenet en 1874) ne parle pas des œufs à la cardinal mais des filets de sole à la cardinal :
Ne vous attristez pas par de vaines paroles, 

Jugez pratiquement ces blancs filets de soles ; 

Le rouge qui les teint n'a rien de radical, 

L'esprit conservateur les nomme Cardinal
Prosper Montagné, en 1900, dans ses 1221 recettes transcendantes donne bien des « bouchées cardinal - formule 202 - salpicon langouste, truffes et champignons, lié sauce Nantua » mais sans œufs. Nul ne sait à quelle recette le cardinal faisait référence ni si ces œufs doivent leur transcendance à leur nom, au rôle des cardinaux dans l'autorisation des œufs dans la diète des moines ou au souvenir d'un des repas qu'il avait offerts hôtel de Rambuteau.